# Cantó de L'Aigle-Est
El cantó de L'Aigle-Est és un cantó francès del departament de l'Orne, situat al districte de Mortagne-au-Perche. Té 9 municipis i el cap es L'Aigle.

## Municipis
- L'Aigle (part)
- Chandai
- Crulai
- Irai
- Saint-Martin-d'Écublei
- Saint-Michel-Tubœuf
- Saint-Ouen-sur-Iton
- Saint-Sulpice-sur-Risle
- Vitrai-sous-Laigle

## Història
| Data d'elecció                           | Identitat         | Partit              | Qualitat |
| ---------------------------------------- | ----------------- | ------------------- | -------- |
| 1945-1964                                | Ernest Voyer      | UDSR, després UNR   |          |
| 1964-1988                                | Roland Boudet     | CD, després UDF-CDS |          |
| 1988-2001                                | André Grudet      | PS                  |          |
| 2001-2008                                | Jacques Frénéhard | Divers droite       |          |
| 2008-                                    | Jean Sellier      | MoDem               |          |
| les dades anteriors no són pas conegudes |                   |                     |          |
|                                          |                   |                     |          |